# Vetenskapsåret 1989

## Händelser
- 22 april - Amerikanska forskare uppger att värmeutvecklingen i ett experiment med kall fusion, som i en månads tid förbryllat forskarna, kan bero på en slags kärnreaktion.[1]
- 25 april - Sveriges första genmanipulerade jättemöss uppges ha framställtsvid Göteborgs universitet.[1]
- 4 maj - På en internationell konferens i Helsingfors beslutar 81 länder om att de farliga freonerna och halogenerna skall bort senast år 2000.[1]
- 10 maj - I Stockholm träffar Sverige och Polen atal om rening av Polens floder, främst Wisła, som svarar för minst en tredjedel av miljöförstöringen i Östersjön.[1]
- 5 september - En internationell forskarkonferens i Stockholm diskuterar Sovjeutnionensmiljöproblem.[1]

### Arkeologi
- 17 september – Upptäckten av en stenåldersby i Alträsk utanför Boden, daterad till cirka 5 000 före Kristus, meddelas av Riksantikvarieämbetet i Sverige.[1]
- 12 december – Forntidsforskare Danny Nadel har hittat 15 000 år gamla grynkorn i en framgrävd lägerplats vid Genesarets sjö i Israel, vilket anses bevisa att människans diet innehöll säd länge, cirka 5 000 år, innan hon blev bofast och lantbruket blev hennes huvudsyssla.[1]

### Astronomiochrymdfart
- 27 mars - Sovjetunionens obemannade rymdsonder Fobos 1 och Fobos 2 försvinner efter tekniska missar i närheten av Mars.[1]
- 2 mars - Svenska kommunikationssatelliten Tele-X, efter 10 års arbete, slutligenn upp från Kourou.[1]
- 8 maj - Amerikanska rymdfärjan Atlantis landar på Edwardbasen i Kalifornien efter att ha skickat iväg rymdsonden Magellan, som beräknas nå Venus i augusti 1990.[1]
- 20 juli - 20-årsminnet av USA:s månlandning uppmärksammas.[1]
- 13 augusti - Amerikanska rymdfärjan Columbia landar på Edwardbasen i Kalifornien.[1]
- 25 augusti - USA:s obemannade rymdsond Voyager 2 anländer till Neptunus.[1]
- 17 oktober - Rymdsonden Galileo skjuts iväg från en rymdfärja mot Jupiter.[2]
- 23 oktober - Amerikanska rymdfärjan Galileo återvänder till jorden.[1]

### Biologi
- Okänt datum - Nya Zeelands naturskyddsdepartementet påbörjar "Kakapo Recovery Plan".[3]

### Medicin
- 3 mars - I Stockholm presenterar Nordiska rådet ett handlingsprogram mot cancer.[1]
- 3 juni - I Montréal avslutas femte världskongressen om AIDS. Flera forskare anser att det inom 2-3 år kan komma mediciner som hindrar att HIV-smittade utvecklar AIDS.[1]
- Okänt datum -  The Oxford Database of Perinatal Trials börjar publiceras online.[4]

## Pristagare
- Bigsbymedaljen: Trevor Elliott [5]
- Copleymedaljen: César Milstein
- Crafoordpriset: James A. von Allen[1]
- De Morgan-medaljen: David George Kendall
- Ingenjörsvetenskapsakademien utdelar Stora guldmedaljen till Lennart Nilsson, Torkel Wallmark och Torbjörn Westermark
- Nobelpriset: [6]
  - Fysik: Norman F. Ramsey, Hans G. Dehmelt, Wolfgang Paul
  - Kemi: Sidney Altman, Thomas R. Cech
  - Fysiologi/Medicin: J. Michael Bishop, Harold E. Varmus
- Steelepriset: Irving Kaplansky, Daniel Gorenstein, Alberto Calderón
- Turingpriset: William Kahan
- Wollastonmedaljen: Drummond Hoyle Matthews [7]

## Födda
- 29 mars - Tim & Filip, världens första tvillingfödda delfiner, födda på Kolmårdens djurpark.[1]

## Avlidna
- 27 februari – Konrad Lorenz, 85, österrikisk zoolog och etolog, nobelpristagare.[1]
- 22 april – Emilio Segrè, italiensk-amerikansk fysiker, nobelpristagare.
- 3 maj – Christine Jorgensen, 62, världens första könsbytare (född George).[1]
- 9 juni – George Wells Beadle, amerikansk genetiker, nobelpristagare.
- 12 augusti – William B. Shockley, brittisk-amerikansk fysiker, nobelpristagare.
- 21 oktober – Elis Sandberg, svensk medicine doktor, "THX-doktorn".[1]
- 26 oktober – Charles J. Pedersen, amerikansk kemist, nobelpristagare.
- 14 december – Andrej Sacharov, 68, sovjetisk fysiker.[1]

### Fotnoter
1. 1 2 3 4 5 6 7 8 9 10 11 12 13 14 15 16 17 18 19 20 21 22   Horisont 1989. Bertmarks
2. ↑  Så funkar rymden, Stuart Atkinson, 1990
3. ↑  Powlesland, R. G. (1989). Kakapo Recovery Plan 1989–1994. Wellington: Department of Conservation
4. ↑  ”About the Cochrane Library”. The Cochrane Library. Arkiverad från originalet den 5 januari 2011. https://web.archive.org/web/20110105124021/http://www.thecochranelibrary.com/view/0/AboutTheCochraneLibrary.html#ABOUT. Läst 25 januari 2011.
5. ↑  ”Geological Society”. Arkiverad från originalet den 5 juni 2011. https://web.archive.org/web/20110605101836/http://www.geolsoc.org.uk/gsl/society/history/page753.html. Läst 13 april 2011.
6. ↑  ”Nobelpriset”. http://nobelprize.org/nobel_prizes/lists/all/index.html. Läst 10 april 2011.
7. ↑  ”Geological Society”. Arkiverad från originalet den 5 juni 2011. https://web.archive.org/web/20110605102217/http://www.geolsoc.org.uk/gsl/society/history/page750.html. Läst 14 april 2011.